# Pristimantis sanguineus
Pristimantis sanguineus är en groddjursart som först beskrevs av Lynch 1998.  Pristimantis sanguineus ingår i släktet Pristimantis och familjen Strabomantidae. IUCN kategoriserar arten globalt som nära hotad. Inga underarter finns listade i Catalogue of Life.